# Hydroptila artesa
Hydroptila artesa är en nattsländeart som beskrevs av Wayne N. Mathis och Bowles 1990. Hydroptila artesa ingår i släktet Hydroptila och familjen smånattsländor. Inga underarter finns listade i Catalogue of Life.